# Giả thuyết động vật không gian

Động vật không gian giống đĩa bay trong văn hóa đại chúng, như được thể hiện trong hình minh họa truyện ngắn năm 1948 The Horror of the Heights (trên) của Arthur Conan Doyle và bộ phim năm 2022 Nope của Jordan Peele (dưới)

Giả thuyết động vật không gian cho rằng báo cáo về đĩa bay hoặc UFO có thể không phải do tàu vũ trụ mang tính công nghệ của người ngoài hành tinh hay chứng cuồng loạn tập thể gây ra, mà là do các dạng sống động vật ("sinh vật không gian") vốn có trong bầu khí quyển của Trái Đất hoặc không gian liên hành tinh.

## Đề xuất
Nhiều tác giả độc lập đã đề xuất giả thuyết về động vật không gian.  Năm 1923, tác giả chuyên viết về hiện tượng huyền bí Charles Fort suy ngẫm "Có vẻ như không có gì đáng kinh ngạc hơn khi trên bầu trời tưởng chừng như trống trải này lại có vô số sinh vật sống hơn là đại dương trống rỗng kia lại tràn ngập sự sống".
Trong cơn sốt đĩa bay năm 1947, một người hâm mộ các tác phẩm của Fort tên là John Philip Bessor trở thành kẻ đề xướng đương đại đầu tiên của giả thuyết này khi ông viết một lá thư cho phía Không quân gợi ý rằng những cái đĩa này có khả năng là "loài động vật với rất ít điểm giống với con người". Năm 1949, ông viết thư gửi cho tờ Saturday Evening Post đề xuất những cái đĩa này có thể "giống bạch tuộc hơn về mặt tâm lý so với con người". Năm 1957, bản tin của một nhóm đĩa bay ghi nhận công lao của Bessor với ý tưởng về "động vật không gian", và đến năm 1978, người ta gọi ông là "ông tổ" của giả thuyết "sinh vật không gian". Năm 1948, tờ Saturday Evening Post trích dẫn ý kiến của Luis Walter Alvarez rằng "gizmos" dường như "còn sống".
Tháng 4 năm 1949, Dự án Sign của Không quân Mỹ cho công bố một bài luận cân nhắc giả thuyết này với nhận định "khả năng tồn tại của vài loài động vật ngoài hành tinh kỳ lạ từng được xem xét là thấp, vì nhiều vật thể được mô tả hoạt động trông giống động vật hơn bất kỳ thứ gì khác". Tháng 1 năm 1951, tạp chí Fate đăng ý kiến của David W. Chase với lập luận rằng "đĩa bay chính là những sinh vật". Năm 1952, các bài báo phỏng đoán đĩa bay "không phải là vật thể mang theo cư dân của các hành tinh khác" mà đúng hơn là nó "là những sinh vật sống từ một hành tinh khác". Năm 1953, Walter Karig phỏng định trên tờ American Weekly rằng vật thể này hoạt động giống "những chú cún con" hơn là tàu vũ trụ. Năm đó, cuốn sách mang tên Flying Saucers Have Landed của Desmond Leslie nêu lên suy đoán về một chiếc UFO được trình báo ngay trên Oloron và Gaillac, Pháp có thể là "sinh vật sống khổng lồ".  Năm 1954, kỹ sư người Pháp Rene Fouere công bố lý thuyết của mình là "những sinh vật hình đĩa" có thể sống trong không gian. Tháng 10 năm 1954, sự nghi ngờ của Alfred Loedding được báo chí trích dẫn công khai rằng những chiếc đĩa này "có thể là một loại động vật không gian".
Đến năm 1955, nhân chứng đĩa bay đầu tiên Kenneth Arnold bắt đầu đề ra giả thuyết này, cho rằng UFO "giống như sứa bầu trời". Arnold nói thêm: "Thuyết của tôi nghe có vẻ buồn cười nhưng hãy nhớ rằng có rất nhiều thứ trong tự nhiên mà chúng ta chưa biết đến".  Năm 1962, ông rút ra kết luận "vật thể bay không xác định được nhìn thấy trong bầu khí quyển của chúng ta không phải là tàu vũ trụ từ hành tinh khác, mà là nhóm và quần thể sinh vật sống vốn là một phần thuộc về bầu khí quyển và không gian của chúng ta giống như sự sống mà chúng ta tìm thấy trong đại dương".
Năm 1955, nhà siêu linh học người Áo Zoe Wassilko von Serecki lập luận rằng đĩa bay là động vật tầng điện ly.  Ngược lại, các tác phẩm của bà đã ảnh hưởng đến Ivan T. Sanderson sau thành "người ủng hộ nổi tiếng nhất" cho ý tưởng về động vật không gian.  Năm 1967, Sanderson bắt tay viết một cuốn sách về chủ đề này mang tên Uninvited Visitors: A Biologist Looks at UFOs.
Trevor James Constable cũng lập luận tương tự về UFO thực chất là những loài động vật giống amip sống trên bầu trời. Theo Constable, những sinh vật này có thể sở hữu kích thước bằng cả một đồng xu hoặc lớn tới nửa dặm.  Constable là tác giả của cuốn They Live in the Sky! (1958) và các sách khác viết về giả thuyết của mình. Trong những thập kỷ sau này, Constable đã viện dẫn những sinh vật này hòng giải thích những trường hợp bị nghi là tùng xẻo gia súc.

## Giả tưởng
Truyện ngắn "The Horror of the Heights" năm 1913 của Arthur Conan Doyle kể về viên phi công nọ phá vỡ kỷ lục về độ cao và phát hiện ra cả một "khu rừng trên không" đầy những loài động vật trong suốt giống như sứa và rắn. Tháng 9 năm 1936, truyện ngắn "A Beast of the Void" của Ramond Z. Gallum đã hình dung ra những sinh vật có khả năng du hành liên sao. Star Trek khai phá khái niệm về động vật không gian trong các tập phim như "The Immunity Syndrome" (1968) và "Galaxy's Child" (1991). Những chú cá voi không gian Purrgil trong loạt tác phẩm Star Wars được cho là đã truyền cảm hứng cho du hành Siêu không gian.
Bộ phim Nope năm 2022 của Jordan Peele có cảnh chiếc UFO được tiết lộ là một loài động vật.  Peele và nhóm của ông đã hợp tác với các nhà sinh vật học biển để thiết kế nên loài thú săn mồi trên không chưa được phát hiện với các yếu tố giải phẫu và vận động lấy cảm hứng từ sứa, bạch tuộc và các dạng sống biển khác.